# Marcus Aemilius Pius
Marcus Aemilius Pius (vollständige Namensform Marcus Aemilius Marci filius Palatina Pius) war ein im 1. Jahrhundert n. Chr. lebender Angehöriger des römischen Ritterstandes (Eques).
Durch eine Inschrift, die bei Ephesus gefunden wurde und die auf 70/71 (bzw. 71/72) datiert wird, ist belegt, dass Pius zu diesem Zeitpunkt Kommandeur (Präfekt) sowohl der Cohors I Bosporanorum als auch der Cohors I Hispanorum war, die beide in der Provinz Galatia et Cappadocia stationiert waren. Er ließ die Inschrift zu Ehren von Gaius Rutilius Gallicus errichten; möglicherweise verdankte er seine Beförderung zum Kommandeur dem Einfluss von Gallicus.
Pius war in der Tribus Palatina eingeschrieben.